# Seznam finskih astronomov
Seznam finskih astronomov.

## K
- Hannu Karttunen (1952 –)
- Pekka Krőger

## O
- Heikki Oja (1945 –)
- Liisi Oterma (1915 – 2001)

## V
- Esko Valtaoja (1951 –)
- Mauri Valtonen (1945 –)
- Yrjö Väisälä (1891 – 1971)